# کاملاخ
کاملاخ (به آلمانی: Kammlach) یک شهر در آلمان است که در اونترالگوی واقع شده‌است. کاملاخ ۱٬۷۷۶ نفر جمعیت دارد.